# Ранчо McDonald
33°39′03″ пн. ш. 106°27′37″ зх. д. / 33.650739° пн. ш. 106.460356° зх. д.
Ранчо McDonald (англ. McDonald Ranch House) — в горах Оскура в окрузі Сокорро, штат Нью-Мексико, було місцем зборки першої в світі ядерної зброї. 13 липня 1945 року там зібрали активні компоненти випробувального «гаджета» Трініті, плутонієвої бомби типу Товстун, подібної до тієї, яку пізніше скинули на Нагасакі, Японія. Готову бомбу підняли на випробувальну вежу наступного дня та підірвали 16 липня 1945 року під час ядерного випробування Трініті.
Ранчо McDonald було побудоване у 1913 році Францем Шмідтом, німецьким іммігрантом, і придбане сім’єю Макдональдів у 1930-х роках. Ранчо було звільнено родиною Макдональдів під час протесту в 1942 році, коли армія Сполучених Штатів заволоділа землею як частиною бомбардувального та артилерійського полігону Аламогордо для навчання екіпажів бомбардувальників під час Другої світової війни.
Сім'я сподівалася, що ранчо буде повернуто після війни, але цього не сталося, і в 1970 році армія оголосила, що воно залишиться назавжди. Будинок ранчо Макдональд був порожнім і занепадав до 1982 року, коли його відремонтувала армія. У 1984 році Служба національних парків відновила його, щоб воно виглядало, як 12 липня 1945 року. Тепер доступ до нього відкритий для відвідувачів двічі на рік, першої суботи квітня та третьої суботи жовтня.

## Манхеттенський проект

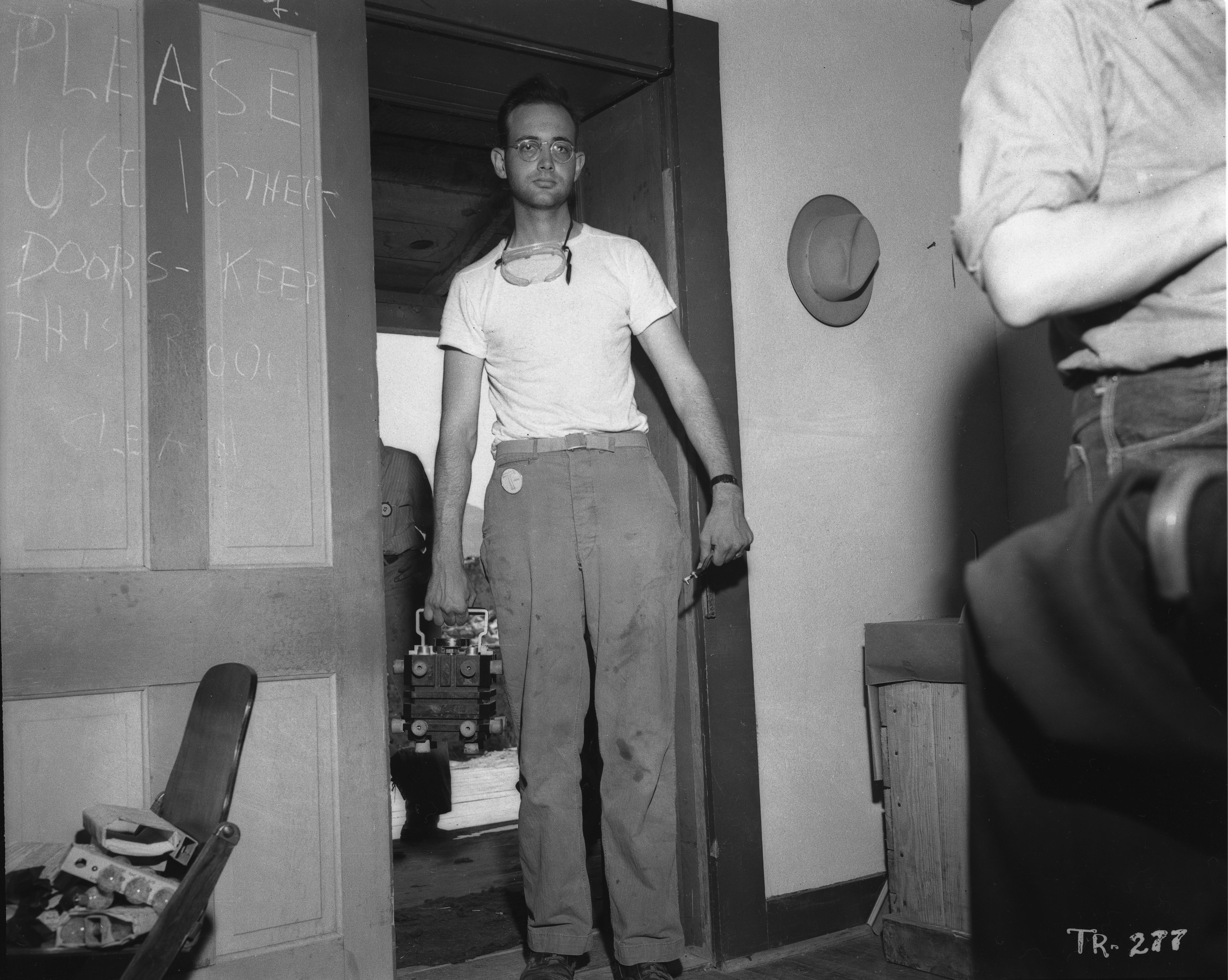
Сержант Герберт Лер, чий неофіційний одяг відображає жахливі умови в Макдональд Хаузі в липні 1945 року, доставив плутонієвий сердечник для бомби в протиударному футлярі для транспортування.

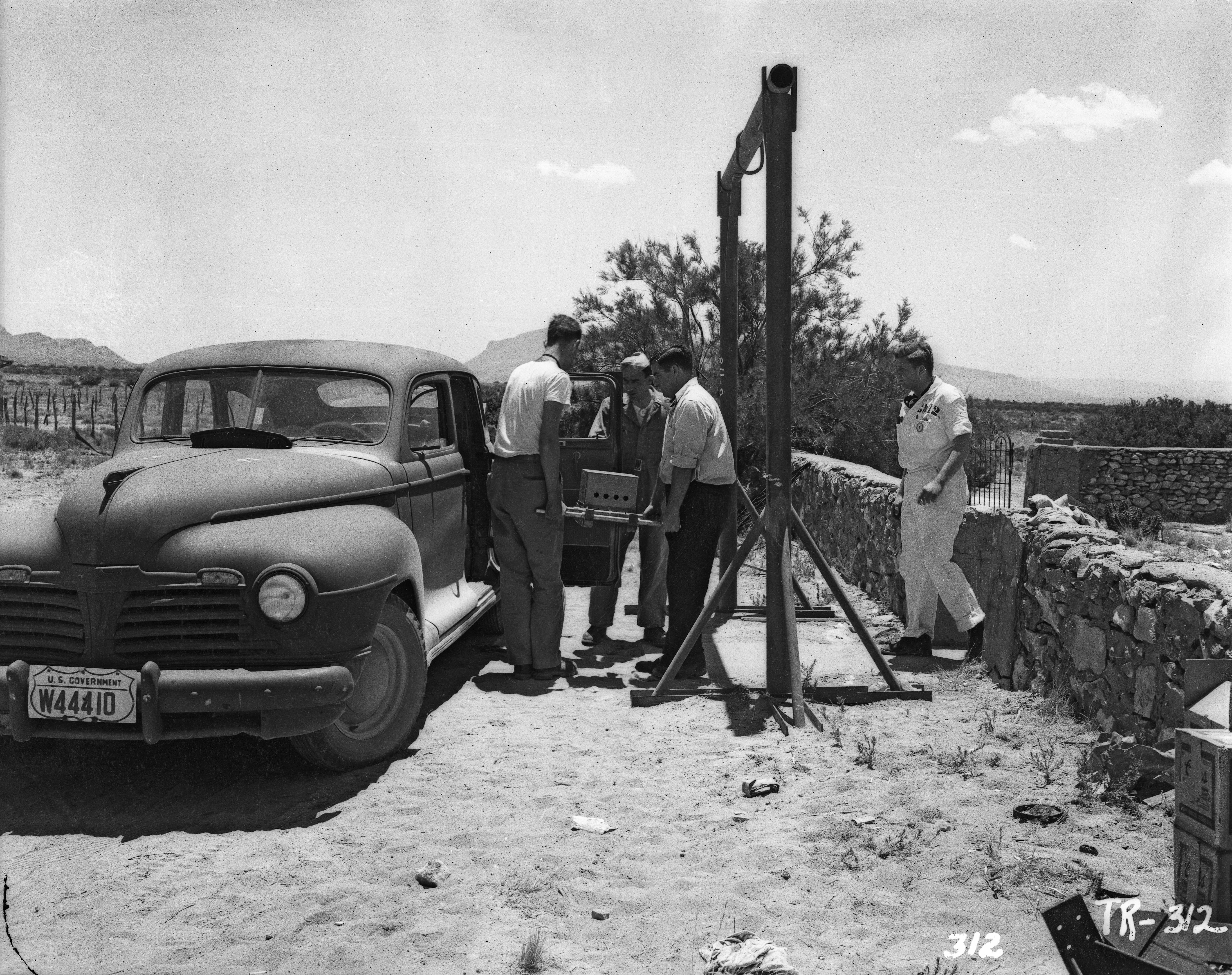
Завантаження компонентів на старому ранчо McDonald для транспортування на місце тестування

Будинок був порожнім, поки на початку 1945 року туди не прибув персонал Манхеттенського проекту. Північно-східна кімната (головна спальня) була призначена кімнатою зборів. Були встановлені верстаки та столи. Щоб в інструменти не потрапляв пил та пісок, вікна закрили пластиком. Для скріплення країв пластику та заклеювання дверей і тріщин у стінах використовувався скотч.
Плутонієві півсфери для ядра в Триніті бомби «Гаджет» були доставлені на ранчо McDonald 11 липня 1945 року. Бригадний генерал Томас Ф. Фаррелл, заступник директора Манхеттенського проекту, розписався за них і передав їх Луїсу Слотіну, голові групи монтажу шахти. Активні компоненти бомби були зібрані в монтажній кімнаті 13 липня 1945 року. Наступного дня бомбу підняли лебідкою на випробувальній вежі. Тест Трініті відбувся 16 липня 1945 року. Було підірвано плутонієву бомбу типу «Товстун», подібну до бомби, скинутої пізніше на Нагасакі.

## 1960–1980-ті роки
21 грудня 1965 року Трініті-Сайт було оголошено районом національної історичної пам’ятки, а 15 жовтня 1966 року будинок McDonald’s було внесено до Національного реєстру історичних місць.
Макдональдси очікували, що ранчо повернуть після війни, але цього не сталося. У 1970-х роках армія заявила, що землю не повернуть. У 1982 році Дейв Макдональд і його племінниця Мері Макдональд знову влаштували збройну окупацію ранчо на знак протесту.
Будинок стояв порожнім і руйнувався до 1982 року. Командувач ракетного полігону Вайт-Сендз генерал-майор армії США Найлс Дж. Фулвілер, який керував відновленням стартового майданчика Вайт-Сендз V-2, наказав стабілізувати конструкцію, щоб запобігти будь-яким подальшим пошкодженням. Незабаром Фулвілер отримав фінансування від Міністерства енергетики та армії для Служби національних парків, щоб повністю відновити будинок у тому вигляді, в якому він виглядав 12 липня 1945 року. Роботи були завершені в 1984 році.
Фулвілер закопав 25-річну капсулу часу з описом реставрації. Він був відкритий під час дня відкритих дверей 3 жовтня 2009 року. Його артефакти зараз виставлені всередині будинку. На зворотному боці своєї фотографії Фулвайлер написав:
Вітаю вас із 2009 роком. Коли я прийшов на ракетний полігон Уайт-Сендз у 1982 році, я взяв своїм командним проектом відновлення будинку ранчо МакДональда. Для мене було великою честю бути каталізатором цієї реставрації за сприяння пана Ела Джонсона, який помер незабаром після її освячення. Це дуже історична будівля в дуже історичному районі. Я сподіваюся, що ви та наступні покоління оціните те, що ми зробили. Подбайте про це. Це частина нашої спадщини.

## Доступ
Протягом багатьох років доступ був відкритий у першу суботу квітня та жовтня. Вхід вільний. Під час кожного дня відкритих дверей у будинку є виставка про родину Шмідтів. У 2014 році полігон White Sands Missile Range оголосив, що через бюджетні обмеження доступ буде відкритий лише раз на рік, у першу суботу квітня. У 2015 році це рішення було скасовано, і було призначено два заходи – у квітні та жовтні.Станом на  2022, доступ відкритий для відвідувачів двічі на рік, першої суботи квітня та третьої суботи жовтня.